# Le Quiz des Champions
Le Quiz des Champions est un jeu télévisé français présenté par Cyril Féraud et diffusé sur France 2 depuis le 9 octobre 2021. Il est adapté du format original britannique Quizmaster, diffusé depuis 2019.
Issue d'une production par les sociétés CyrilProd et Enibas Productions, l'émission, diffusée en première partie de soirée, réunit à chaque édition dix grands champions de jeux télévisés français (à l'exemple de Slam, Questions pour un champion, Les Douze Coups de midi, Tout le monde veut prendre sa place, Tout le monde a son mot à dire, The Floor, Qui veut gagner des millions ?) dans le but de sacrer « le plus grand champion de jeux télé », le Champion des champions.
Au terme des quatre manches de culture générale variées compilant des questions de rapidité au buzzer, des listes, des QCM, les concurrents les moins performants sont éliminés. Le vainqueur final remporte 20 000 euros à reverser à l'association de son choix.

## Déroulement
- Si vous ne connaissez pas le sujet, laissez ce bandeau (vous pouvez alors contacter les auteurs).
- Si vous supprimez le contenu mis en cause (vous pouvez préalablement contacter les auteurs),

argumentez précisément cette suppression dans la page de discussion
(un manque de référence n'est pas un argument ; une recherche réelle de référence doit avoir été effectuée, être formellement documentée).

### Première manche: Le plus rapide
Les dix candidats doivent répondre rapidement à une série de questions couvrant des univers de culture générale très variés, le tout en appuyant sur un buzzer. Lors de l'énoncé de la question, le candidat qui prend la main et donne la bonne réponse remporte un point. S'il se trompe ou met trop de temps à répondre, il perd la main, et est de surcroît bloqué pour la question qui suit. Les candidats peuvent buzzer avant même que la question ne soit terminée, l'animateur interrompt alors l'énoncé de la question. Pour se qualifier, un candidat doit cumuler quatre points, donc quatre bonnes réponses. Les huit premiers candidats atteignant les quatre points sont qualifiés pour la manche suivante.

### Deuxième manche

#### La liste
Chacun leurs tours, les candidats doivent donner, dans un temps imparti de 30 secondes, une liste de bonnes réponses sur un sujet donné, correspondant à une catégorie que le candidat aura au préalable choisie parmi trois thèmes. Les deux thèmes non choisis par un candidat sont reproposés au suivant, en plus d'un troisième nouveau thème. Les thèmes ont des intitulés cryptiques, et les candidats tentent de comprendre les sujets exacts qu'ils renferment.
Le premier sujet proposé dans l'émission fut par exemple « Les personnalités inhumées au Panthéon ». Le candidat essaie alors de livrer un maximum de bonnes réponses, et à l'issue de l'épreuve, seuls les quatre candidats avec le score le plus élevé se qualifient.

#### Le duel
Variante de l'épreuve, mais toujours avec des listes, deux joueurs s'affrontent en duel. Le premier qualifié lors de la manche précédente commence et choisit son adversaire. Celui-ci choisit un chiffre entre 1 et 6, chacun relié à un thème mystère. Tour à tour, les joueurs énnoncent un élément en lien avec le thème, ils ont droit à une erreur, en cas de deuxième faute, c'est l'adversaire qui est qualifié pour la demi-finale. Quatre thèmes sur les six seront utilisés étant donné qu'il y a huit joueurs qualifiés pour cette manche. Parmi les exemples de thématiques apparues dans l'émission il y avait : « Capitales d'Asie et d'Océanie » ou encore « Vainqueurs du Tour de France ».

### Demi-finale
La demi-finale consiste en plusieurs sous-épreuves différentes, au cours desquelles se qualifient les deux finalistes.

#### Sabotage
Le « sabotage » oppose les quatre candidats demi-finalistes qui doivent deviner des réponses à partir d'une succession d'indices qui vont des plus difficiles aux plus évidents. Chacun des candidats peut décider de buzzer quand il pense avoir trouvé la bonne réponse, mais s'il répond faux, il est bloqué pour la suite de la question. En revanche, s'il répond bien, il a la possibilité de choisir, en vue de la deuxième partie de la manche, un questionnaire qui lui sied parmi une liste de huit thèmes proposés, tout en offrant à un de ses adversaires un thème qu'il juge piégeux pour le saboter. Le panel de thèmes proposés est donc très varié, et peut proposer des sujets tels que « Jeanne d'Arc », « Mangas » ou encore « Gastro-entérologie » (exemples tirés de la première édition). Une fois les huit thèmes répartis à raison de deux thèmes par candidat, la phase des QCM débute.

#### QCM
Chacun leurs tours, les candidats doivent répondre aux deux questionnaires qui leur ont été attribués à l'issue du sabotage. Chaque questionnaire se compose de trois questions à choix multiples accompagnées, chacune, de trois propositions de réponse. La première question, censée être la plus facile, rapporte un point en cas de bonne réponse. La deuxième, de niveau intermédiaire, permet de remporter trois points. La troisième, plus difficile, rapporte quant à elle cinq points. Au terme des deux questionnaires, un candidat peut donc atteindre un score maximal de dix-huit points. À l'issue de la manche, le candidat avec le plus de points est directement qualifié pour la finale, et laisse ainsi les trois autres se disputer la place restante.

#### Le meilleur chrono
Chacun leurs tours, les trois candidats doivent répondre à une série de questions en rafale avec l'objectif d'atteindre le seuil des 15 bonnes réponses le plus rapidement possible. Les questions couvrent des thèmes variés et les candidats doivent y répondre sans propositions. Le candidat ayant effectué le meilleur chrono, c'est-à-dire celui ayant été le plus rapide à répondre correctement 15 fois se qualifie pour la finale.

### Finale
Une liste de vingt questions numérotées de 1 à 20 (16 dans les sixième et septième éditions) sont dévoilées à l'audience sans que les deux finalistes ne les voient, cela pour éviter les suspicions de favoritisme envers un des candidats. Les candidats répondent tour à tour aux questions (d'abord correspondant au numéro choisi par eux-mêmes, puis correspondant au numéro choisi par leur adversaire). Chacun doit donc répondre à dix (ou huit) questions, sans proposition, et le candidat ayant donné le plus de bonnes réponses à la fin est sacré vainqueur. Si, à l'issue des questions, les deux candidats sont à égalité, un duel décisif débute : les deux champions répondent alternativement à de nouvelles questions, et le premier à se tromper perd la partie.
Le vainqueur reçoit un trophée stylisé en forme du Q de « Quiz », en plus de la somme qu'il reverse à l'association de son choix.

## Histoire

### Première édition
Diffusée le 9 octobre 2021, la toute première édition réunit les champions suivants, :
- Arthur : 27 victoires au Grand Slam ;
- Benjamin : 11 victoires au Grand Slam (vainqueur) ;
- Christophe : 15 victoires à Questions pour un super champion ;
- Colette : 10 victoires et 100 000 € à Questions pour un super champion ;
- Jaafar : 150 000 euros remportés dans Qui veut gagner des millions ? ;
- Marie-Christine : 213 victoires à Tout le monde veut prendre sa place ;
- Paul : 152 victoires dans Les Douze Coups de midi ;
- Sandrine : 142 victoires à Tout le monde veut prendre sa place ;
- Sylvie : 13 victoires et 100 000 € à Questions pour un super champion ;
- Xavier : 76 victoires dans Les Douze Coups de midi.

Au terme de la première manche, Paul se qualifie le premier, Christophe en deuxième, et Benjamin complète le podium. Jaafar et Marie-Christine, avec 2 points chacun, ne parviennent pas à se qualifier. Au cours de la manche de la liste, Benjamin parvient à citer 23 États de l'hémisphère sud, Arthur nomme 21 chefs-lieux de départements français, Christophe cite 16 titres d'albums d'Astérix et Sandrine arrive à nommer 10 prénoms féminins parmi les 70 plus donnés en France depuis 1960. Paul, Xavier, Colette et Sylvie sont éliminés aux portes de la demi-finale. Au cours du sabotage, Christophe répond juste à toutes les questions de ses questionnaires sur Einstein et sur les mangas, pour rejoindre la finale avec 18 points. C'est ensuite Benjamin qui domine la manche de la rafale, en donnant 15 bonnes réponses en seulement 1 minute 38. La finale se conclut sur le score de 7 à 6 en faveur de Benjamin, qui, grâce à sa dernière bonne réponse vis-à-vis du village ayant donné son nom à la bauxite (Les Baux-de-Provence), remporte l'émission et est sacré champion des champions. Il décide de reverser ses 20 000 euros de gain à l'association Fibromyalgie France.

### Deuxième édition
Diffusée le 29 janvier 2022, la deuxième édition rassemble les candidats suivants, :
- Benjamin : 11 victoires au Grand Slam et vainqueur de la 1re édition du Quiz des champions en octobre 2021 ;
- Caroline : 37 victoires dans Les Douze Coups de midi ;
- Christophe : 15 victoires à Questions pour un super champion ;
- Dominique : 150 victoires à Tout le monde veut prendre sa place ;
- Éric : 198 victoires dans Les Douze Coups de midi ;
- Francis : 23 victoires au Grand Slam (vainqueur) ;
- Marie-Christine : 213 victoires à Tout le monde veut prendre sa place ;
- Sandrine : 142 victoires à Tout le monde veut prendre sa place ;
- Stéphane : 139 victoires à Tout le monde veut prendre sa place ;
- Véronique : 99 victoires dans Les Douze Coups de midi.

À l'issue de la première manche, Caroline et Stéphane sont éliminés. Lors de la deuxième manche, Éric s'illustre en nommant 20 capitales africaines, Sandrine cite 16 éléments du tableau périodique, et Benjamin cumule 9 points sur le thème des matières dans les noms de noce. Le quatrième demi-finaliste est Francis, qui parvient à nommer 9 femmes ayant été ministre depuis 1995. C'est lui qui, lors de la manche du sabotage, se hisse en finale avec 17 points dans ses deux questionnaires. Dans une manche de la rafale très serrée, Benjamin le rejoint, sa réponse sur le véritable nom de l'abbé Pierre étant donnée juste une seconde avant la fin du chronomètre. Benjamin ne parvient cependant pas à défendre son titre, car il perd sur le score de 5 à 6 face à Francis, sacré nouveau champion du jeu. Les 20 000 euros de gain vont à l'association Vaincre la mucoviscidose.

### Troisième édition
Diffusée le 3 septembre 2022, l'émission aligne dix champions d'exception, :
- Arthur : 27 victoires au Grand Slam ;
- Aude : 14 victoires à Questions pour un champion ;
- Bruno : 251 victoires dans Les Douze Coups de midi ;
- Francis : 23 victoires dans Le Grand Slam et vainqueur de la 2e édition du Quiz des champions en janvier 2022 (vainqueur) ;
- Hervé : 15 victoires à Questions pour un super champion ;
- Isabelle : 109 victoires à Tout le monde veut prendre sa place ;
- Julien : 67 victoires à Tout le monde veut prendre sa place ;
- Paul : 152 victoires dans Les Douze Coups de Midi ;
- Sandrine : 142 victoires à Tout le monde veut prendre sa place ;
- Timothée : 82 victoires dans Les Douze Coups de midi.

Sandrine, Bruno et Francis s'illustrent respectivement lors de la première manche, au contraire d'Isabelle et Julien, qui ne parviennent pas à collecter 4 points. Au cours de la manche de la liste, Paul se qualifie en listant 19 présidents américains, Hervé parvient à citer 21 départements français au-dessus de 1 000 mètres, Francis impressionne en nommant 24 gagnants et gagnantes de Roland-Garros, mais c'est Timothée qui marque le plus les esprits en parvenant à dresser une liste de 32 villes olympiques. Il poursuit sur sa lancée en se qualifiant d'office pour la finale grâce aux 13 points qu'il acquiert sur la manche sabotage (grâce à des questionnaires sur la bande-dessinée Titeuf et la Gaule). Francis domine la manche de la rafale et parvient à se qualifier en finale pour défendre son titre. Après une finale où il s'illustre encore, Francis bat Timothée sur le score de 6 à 3 pour remporter son second titre de champion des champions. De nouveau, l'association Vaincre la mucoviscidose profite des 20 000 euros de gains reversés par Francis.

### Quatrième édition
Diffusée le 21 janvier 2023, la quatrième édition rassemble les champions suivants, :
- Arthur : 27 victoires au Grand Slam ;
- Bruno : 251 victoires dans Les Douze Coups de midi ;
- Christophe : 15 victoires à Questions pour un super champion ;
- Claire : 19 victoires à Tout le monde a son mot à dire ;
- Colette : 10 victoires et 100 000 € à  Questions pour un super champion ;
- Enzo : 39 victoires au Grand Slam ;
- Marie-Christine : 213 victoires à Tout le monde veut prendre sa place ;
- Samuel : 74 victoires à Tout le monde veut prendre sa place ;
- Sébastien : 40 victoires à Tout le monde a son mot à dire ;
- Xavier : 76 victoires dans Les Douze Coups de midi. (vainqueur) ;

Sébastien se qualifie en premier pour la deuxième manche. Il est suivi par Bruno et Arthur. Seules Claire et Colette ne parviennent pas à se qualifier. Lors de la manche de la liste, Bruno nomme 17 Français champions du monde de football, et Xavier cite tout autant de candidats aux élections présidentielles depuis 1981. Enzo parvient à se souvenir de 14 constellations, et Sébastien atteint également la demi-finale après avoir cité 12 verbes commençant par la lettre O. Lors de la manche du sabotage, Xavier se distingue nettement, d'abord en dominant les questions de rapidité, puis en obtenant le score de 13 points sur ses thèmes « Soleil » et « Sorcières », ce qui lui ouvre les portes de la finale. Ses trois adversaires encore en lice se disputent la manche de la rafale, qui voit Sébastien s'imposer avec un impressionnant chrono d'1 minute 27. En finale, le duel débouche sur un nul 6-6. Après plusieurs questions pour essayer, en vain, de départager les deux champions, c'est Sébastien qui craque le premier, en ne trouvant pas la couleur des fruits mûrs du laurier-cerise. Xavier est donc couronné vainqueur de cette quatrième édition et s'impose comme le plus grand champion de jeux télévisés. Il reverse les 20 000 euros de gains à l'association Handicap 2000.

### Cinquième édition
Diffusée le 9 septembre 2023, la cinquième édition rassemble les participants suivants, :
- Enzo : 39 victoires dans Le Grand Slam (vainqueur) ;
- Estelle : 6 victoires et 50 000 € à Questions pour un super champion ;
- Isabelle : 109 victoires à Tout le monde veut prendre sa place ;
- Mathieu : 102 victoires à Tout le monde veut prendre sa place ;
- Nicolas : 18 victoires dans Questions pour un champion (recordman) ;
- Paul : 152 victoires dans Les Douze Coups de midi ;
- Sandrine : 142 victoires à Tout le monde veut prendre sa place ;
- Sébastien : 40 victoires à Tout le monde a son mot à dire ;
- Stéphane : 152 victoires dans Les Douze Coups de midi ;
- Timothée : 82 victoires dans Les Douze Coups de midi.

### Sixième édition
Diffusée le 20 avril 2024, la sixième édition rassemble les participants suivants, :
- Aude : 14 victoires dans Questions pour un champion ;
- Bruno : 251 victoires dans Les Douze Coups de midi ;
- Cécile : gagnante du Trophée des champions de Slam ;
- Christophe : 15 victoires dans Questions pour un super champion ;
- Dominique : 150 victoires dans Tout le monde veut prendre sa place ;
- Grégory : 83 victoires dans Tout le monde a son mot à dire ;
- Isabelle : 109 victoires dans Tout le monde veut prendre sa place ;
- Jarno : gagnant du Trophée des champions de Slam ;
- Sébastien : 113 victoires dans Tout le monde veut prendre sa place ;
- Xavier : 76 victoires dans Les Douze Coups de midi et vainqueur de la 4e  édition du Quiz des champions en janvier 2023 (vainqueur).

### Septième édition
Diffusée le 21 septembre 2024, la septième édition rassemble les participants suivants, :
- Angélique : première gagnante de The Floor, à la conquête du sol ;
- Blaise : 76 victoires dans Tout le monde veut prendre sa place ;
- Camille : 8 victoires dans Questions pour un champion ;
- Céline : 124 victoires dans Les Douze Coups de midi ;
- Christophe : 15 victoires dans Questions pour un super champion ;
- Éric : 198 victoires dans Les Douze Coups de midi ;
- Isabelle : championne actuelle de Tout le monde veut prendre sa place ;
- Jarno : gagnant du Trophée des champions de Slam (vainqueur);
- Timothée : 82 victoires dans Les Douze Coups de midi ;
- Samuel : 74 victoires dans Tout le monde veut prendre sa place.

### Huitième édition
Diffusée le 1er février 2025, la huitième édition rassemble les participants suivants, :
- Aude : 14 victoires dans Questions pour un champion ;
- Arthur : 27 victoires au Grand Slam ;
- Blaise : 76 victoires dans Tout le monde veut prendre sa place ;
- Enzo : 138 victoires dans Tout le monde veut prendre sa place ;
- Esther : 5 victoires au Grand Slam ;
- Isabelle : 104 victoires dans Tout le monde veut prendre sa place ;
- Paul : 152 victoires dans Les Douze Coups de midi ;
- Sébastien : 40 victoires à Tout le monde a son mot à dire ;
- Stéphane : 152 victoires dans Les Douze Coups de midi ;
- Xavier : 76 victoires dans Les Douze Coups de midi et 2 fois vainqueur du Quiz des champions (vainqueur).

## Audiences et diffusion
En France, l'émission est diffusée de façon événementielle, les samedis, depuis le 9 octobre 2021. Un épisode dure environ 2 h 10, soit une diffusion de 21 h 10 à 23 h 20.
| Émission | Date de diffusion        | Nombre de téléspectateurs | Part de marché  | Part de marché | Classement des audiences | Réf.   |
| Émission | Date de diffusion        | Nombre de téléspectateurs | (4 ans et plus) | (FRDA-50)      | Classement des audiences | Réf.   |
| -------- | ------------------------ | ------------------------- | --------------- | -------------- | ------------------------ | ------ |
| 1        | Samedi 9 octobre 2021    | 2 910 000                 | 16,2 %          | 11,7 %         | 3e                       | [ 18 ] |
| 2        | Samedi 29 janvier 2022   | 3 020 000                 | 16 %            | 9,6 %          | 3e                       | [ 19 ] |
| 3        | Samedi 3 septembre 2022  | 1 940 000                 | 11,8 %          | 11 %           | 3e                       | [ 20 ] |
| 4        | Samedi 21 janvier 2023   | 2 890 000                 | 16,3 %          | 11,9 %         | 2e                       | [ 21 ] |
| 5        | Samedi 9 septembre 2023  | 2 470 000                 | 15,2 %          | 12,3 %         | 3e                       | [ 22 ] |
| 6        | Samedi 20 avril 2024     | 2 460 000                 | 15 %            | 11,8 %         | 3e                       | [ 23 ] |
| 7        | Samedi 21 septembre 2024 | 2 110 000                 | 13,4 %          |                | 3e                       | [ 24 ] |
| 8        | Samedi 1er février 2025  | 2 340 000                 | 13,5 %          | 13,6 %         | 3e                       | [ 25 ] |

Légende :
- plus hauts scores d'audiences
- plus bas scores d'audiences

## Records et chiffres
- Si vous ne connaissez pas le sujet, laissez ce bandeau (vous pouvez alors contacter les auteurs).
- Si vous supprimez le contenu mis en cause (vous pouvez préalablement contacter les auteurs),

argumentez précisément cette suppression dans la page de discussion
(un manque de référence n'est pas un argument ; une recherche réelle de référence doit avoir été effectuée, être formellement documentée).
- Le record du plus grand nombre de victoires dans le jeu est Xavier des Douze coups de midi, titré de trois victoires (quatrième édition en janvier 2023, sixième en avril 2024 et huitième en février 2025), suivi de Francis, candidat du Slam ayant remporté l'émission à deux reprises (deuxièmes et troisièmes éditions). Francis est néanmoins le seul candidat à avoir remporté chaque émission qu'il a disputée.
- Le record de la manche de la liste revient à Timothée, qui parvient à nommer 31 villes olympiques en 30 secondes (soit plus d'une réponse donnée par seconde).
- Le record de la manche de la rafale est co-détenu par Sébastien et Xavier, avec un chrono de 1 minute 27.